# Christus Koningkerk (Veldhoven)
De Sint-Lambertuskerk is een kerkgebouw in Meerveldhoven in de gemeente Veldhoven in de Nederlandse provincie Noord-Brabant. De kerk ligt aan de Kapelstraat-Zuid bij het Mariaplein. In de kerk bevindt zich de kapel van Onze-Lieve-Vrouwe ter Eik. De kerk is binnen de gemeente Veldhoven de enige bedevaartskerk.
De kerk is gewijd aan Christus Koning en eerder aan Sint-Lambertus. De kerk zelf is geen rijksmonument, maar bepaalde delen van het interieur wel, namelijk: een pijpaarden mirakelbeeldje uit de 15e eeuw van O.L. Vrouw ter Eik, vroeg-19e-eeuwse of nog wat oudere beelden van drie vrouwelijke en drie mannelijke heiligen op gesneden en met cherubijntjes versierde consoles, in de muur van de devotiekapel gemetselde zerk van "Joncker Rodolf van Eyck heere tot Blaertoum, Zelts, Velthoven, 1580" met diens wapens, en mechanisch torenuurwerk met elektrische opwinding.

## Geschiedenis
In 1306 was er reeds sprake van een zelfstandige parochie Mirfelt of Merefelt die viel onder het domkapittel van Luik. Het eerste kerkje stond in het centrum van het dorp wat nu de Polkestraat heet.
Na de Vrede van Münster in 1648 wordt de openbare uitoefening van de katholieke godsdienst in Brabant verboden.
In 1672 wordt de parochie Meerveldhoven opgeheven en bij Zeelst gevoegd.
In 1683 sticht men de eerste schuilkerk in meerveldhoven om onder meer de vele pelgrims op te vangen.
Zo'n 120 jaar later krijgen de katholieken het oude vervallen kerkje terug.
In november 1800 wordt de kerk verwoest door een hevige storm.
In 1803 neemt men een nieuwe kerk in gebruik.
In 1859 wordt Meerveldhoven wederom een zelfstandige parochie.
In 1889 wordt de nieuwe neogotische Lambertuskerk in gebruik genomen. De kerk kon gebouwd worden dankzij de gift van de familie van Lanschot naar het ontwerp van architect Lambert Hezenmans uit Den Bosch. De kerk was toegewijd aan Sint-Lambertus en aan O.L. Vrouw Visitatie.
In 1952 wordt na overleg tussen gemeente, bisdom en kerkbestuur besloten om de oude neogotische Lambertuskerk kerk uit 1889 te slopen en een nieuwe grotere kerk hiervoor in de plaats te zetten die men in 1953 in gebruik neemt. Na de Tweede Wereldoorlog was de bevolking en de parochie namelijk aanzienlijk gegroeid. Deze nieuwe kerk kreeg 1000 zitplaatsen en werd ontworpen door architect Clement uit Eindhoven. In de kerk heeft men vanzelfsprekend weer plek, op vrijwel dezelfde plek als vroeger, voor de (vernieuwde) eikenboom met het miraculeuze beeldje van Onze-Lieve-Vrouwe ter Eik.
In 1975 kwamen de fundamenten van de oude Lambertuskerk boven water aan wat nu de Polkestraat heet met coördinaten 51° 25′ 7″ NB, 5° 24′ 41″ OL. De bestrating in het grasveld heeft daar anno 2012 de contouren van de oude kerk.
Op 20 september 2015 werd de naam van de kerk hernoemd van Sint-Lambertuskerk naar Christus Koningkerk.

## Opbouw
Het gebouw bestaat uit een toren, een tweebeukig pseudobasilicaal schip met zeven traveeën, een transept en een rond gesloten koor zonder traveeën. De toren is zuidelijk naast de lengteas in de frontgevel ingebouwd, heeft geen geledingen en heeft een ingesnoerde torenspits. Aan iedere zijde heeft de toren drie galmgaten met galmborden en daarboven een uurwerk. Een kleine toren is noordelijk naast de lengteas in de frontgevel ingebouwd en heeft een tentdak. Het schip heeft aan de zuidzijde een zijbeuk en aan de noordzijde enkel steunberen. Aan de noordzijde van het transept bevindt zich een dwarsarm en aan de zuidzijde de achthoekige kapel van Onze-Lieve-Vrouwe ter Eik. Boven de viering bevindt zich een dakruiter. Het hele kerkgebouw is voorzien van rondboogvensters.

## Onze-Lieve-Vrouwe ter Eik
Volgens het verhaal zag een dorpeling in 1264 een beeldje in een eikenboom die het meenam naar huis. De volgende dag was het beeldje verdwenen en bleek het wederom in de boom te zijn. Dit zou zich nog enkele keren herhaald hebben. Dit wonderbaarlijke gebeuren werd beschouwd als een aanwijzing van Maria dat ze op die plaats vereerd wilde worden. Rondom de eik werd een eenvoudige kapel gebouwd waarbij men takken afzaagde om de omvang van het gebouwtje te beperken.